# سیارک ۱۲۴۵۶
سیارک ۱۲۴۵۶ (به انگلیسی: 12456 Genichiaraki، نامگذاری:1997AC1) دوازده هزار و چهارصد و پنجاه و ششمین سیارک کشف شده‌است که در ۲ ژانویه ۱۹۹۷ کشف شد.
قدر مطلق سیارک برابر ۱۶.۲ است.